# Generali Ladies Linz 2003
Generali Ladies Linz 2003 - жіночий тенісний турнір, що проходив на закритих кортах з твердим покриттям TipsArena Linz у Лінці (Австрія). Належав до турнірів 2-ї категорії в рамках Туру WTA 2003. Відбувсь усімнадцяте і тривав з 23 до 30 жовтня 2003 року. Ай Суґіяма здобула титул в одиночному розряді.

## Очки і призові

### Нарахування очок
| Дисципліна       | П   | Ф   | ПФ | ЧФ | 1/8 | 1/16 | Q     | Q3   | Q2  | Q1  |
| Одиночний розряд | 195 | 137 | 88 | 49 | 25  | 1    | 11.75 | 6.75 | 4   | 1   |
| Парний розряд    | 195 | 137 | 88 | 49 | 1   | Н/Д  | 11.75 | Н/Д  | Н/Д | Н/Д |

### Призові гроші
| Дисципліна       | П       | Ф       | ПФ      | ЧФ      | 1/8    | 1/16   | Q3     | Q2     | Q1   |
| Одиночний розряд | $95,500 | $51,000 | $27,300 | $14,600 | $7,820 | $4,175 | $2,230 | $1,195 | $640 |
| Парний розряд *  | $30,000 | $16,120 | $8,620  | $4,610  | $2,465 | Н/Д    | Н/Д    | Н/Д    | Н/Д  |

* на пару

## Учасниці основної сітки в одиночному розряді

### Сіяні
| Країна     | Гравчиня          | Рейтинг | Сіяна |
| ---------- | ----------------- | ------- | ----- |
| Росія      | Анастасія Мискіна | 9       | 1     |
| Японія     | Ай Суґіяма        | 11      | 2     |
| Росія      | Віра Звонарьова   | 12      | 3     |
| Росія      | Надія Петрова     | 14      | 4     |
| Словаччина | Даніела Гантухова | 15      | 5     |
| Ізраїль    | Анна Пістолезі    | 16      | 6     |
| Аргентина  | Паола Суарес      | 17      | 7     |
| Швейцарія  | Патті Шнідер      | 18      | 8     |

Рейтинг подано станом на 10 жовтня 2003.

### Інші учасниці
Нижче наведено учасниць, які отримали вайлдкард на участь в основній сітці:
- Сібіль Баммер
- Кароліна Шпрем
- Барбара Шетт

Нижче наведено гравчинь, які пробились в основну сітку через стадію кваліфікації:
- Людмила Черванова
- Соня Джеясілан
- Клара Коукалова
- Мая Матевжич

### Знялись з турніру
- Жустін Енен-Арденн → її замінила  Маріон Бартолі
- Кончіта Мартінес → її замінила  Марі-Гаяне Мікаелян
- Серена Вільямс → її замінила  Александра Стівенсон

## Учасниці основної сітки в парному розряді

### Сіяні
| Країна     | Гравчиня          | Країна    | Гравчиня      | Рейтинг 1-ї гравчині | Рейтинг 2-ї гравчині | Сіяна |
| ---------- | ----------------- | --------- | ------------- | -------------------- | -------------------- | ----- |
| ПАР        | Лізель Губер      | Японія    | Ай Суґіяма    | 14                   | 1                    | 1     |
| Росія      | Олена Лиховцева   | Росія     | Надія Петрова | 10                   | 11                   | 2     |
| Словаччина | Даніела Гантухова | Іспанія   | Магі Серна    | 26                   | 39                   | 3     |
| Австрія    | Барбара Шетт      | Швейцарія | Патті Шнідер  | 37                   | 40                   | 4     |

Рейтинг подано станом на 10 жовтня 2003

### Інші учасниці
Нижче наведено пари, які отримали вайлдкард на участь в основній сітці:
- Верена Амесбауер /  Даніела Кікс

## Переможниці та фіналістки

### Одиночний розряд
- Ай Суґіяма —  Надія Петрова, 7–5, 6–4.[1]

Для Суґіями це був 2-й титул WTA в одиночному розряді за сезон і 5-й - за кар'єру.

### Парний розряд
- Лізель Губер /  Ай Суґіяма —  Маріон Бартолі /  Сільвія Фаріна-Елія, 6–2, 7–6(8–6).

Для Губер це був 5-й титул WTA в одиночному розряді за сезон і 9-й - за кар'єру. Для Суґіями це був 8-й титул WTA в одиночному розряді за сезон і 28-й - за кар'єру. Це був єдиний титул, який вони здобули в складі однієї пари.